# Kenchanahalli, Krishnarajanagara
Kenchanahalli là một làng thuộc tehsil Krishnarajanagara, huyện Mysore, bang Karnataka, Ấn Độ.